# مانیومنت بیچ (ماساچوست)
مانیومنت بیچ (به انگلیسی: Monument Beach) یک منطقهٔ مسکونی در ایالات متحده آمریکا است که در شهرستان برنستبل، ماساچوست واقع شده‌است. مانیومنت بیچ ۹٫۰ کیلومتر مربع مساحت و ۲٬۷۹۰ نفر جمعیت دارد و ۲۰٫۱۲ متر بالاتر از سطح دریا واقع شده‌است.